# Irene Mecchi
Irene Mecchi es una guionista para televisión, cine, diarios y Broadway. Originalmente de San Francisco, empezó su trabajo en Disney en marzo de 1992, cuando escribió Recycle Rex, un cortometraje animado. Irene ha trabajado en los libros de Herb Caen, y es la coguionista de películas como El rey león, El jorobado de Notre Dame y Hércules. 
Estudió en la Universidad de California en Berkeley.

## Filmografía
- Peter Pan Live (2014)
- Brave (2012) (coguionista)
- El rey león 3: Hakuna Matata (2004)
- The Legend of Korra (2012) (productora)
- Los viajes de Buster (2004-2008) (TV) (productora ejecutiva)
- Hércules (1997)
- El jorobado de Notre Dame (1996)
- El rey león (1994)
- Annie (1999) (guionista)
- Arthur (1996–2011) (TV)